# Lil Wayne
Lil Wayne, artiestennaam van Dwayne Michael Carter (New Orleans, 27 september 1982), is een Amerikaanse rapper, die oprichter en directeur (bestuursvoorzitter) is van het label Young Money Entertainment.
Op negenjarige leeftijd kreeg Wayne een platencontract aangeboden bij Cash Money Records, als jongste lid ooit. Tevens richtte hij op deze leeftijd de groep The B.G.'z op, samen met B.G. In 1997 voegde hij zich bij de groep Hot Boys, samen met Juvenile, B.G. en Young Turk. Vanaf 1999, na een succesvol album met de Hot Boys, Guerrilla Warfare, begon Wayne aan zijn solocarrière. Zijn debuutalbum als soloartiest heet Tha Block Is Hot; een album dat meer dan een miljoen keer verkocht in de Verenigde Staten.
Hoewel zijn twee daaropvolgende albums, Lights Out (2000) en 500 Degreez (2002) slechter werden verkocht (ze bereikten de 'gold'-status), ging Waynes carrière bergopwaarts dankzij zijn album uit 2004, Tha Carter. Tevens verscheen hij in ditzelfde jaar op de top 10-single Soldier van Destiny's Child. In 2005 verscheen het vervolgalbum, Tha Carter II, waarna hij in de twee jaren daarop verscheidene mixtapes uitbracht en veel hits had met andere artiesten. Zijn succesvolste album tot nu toe, Tha Carter III, werd uitgebracht in 2008 en verkocht meer dan één miljoen keer in z'n eerste week. Het album bevatte de nummer-1 hit Lollipop en het album leverde Wayne een Grammy Award op voor beste rapalbum.
In 2010 bracht Wayne een rockalbum uit, Rebirth; een album dat vrij negatief werd opgepakt door critici. Uiteindelijk verkreeg het album de gouden status.
Vanaf maart 2010 zat Wayne een gevangenisstraf van acht maanden uit, na een veroordeling voor het dragen van een illegaal wapen in het openbaar, wat in juli 2007 geschiedde. Tijdens zijn gevangenistijd bracht hij in september 2010 nog een album uit, genaamd I Am Not a Human Being; een album waarop artiesten als Drake, Nicki Minaj en Lil Twist ook te horen zijn.
Het vierde album uit Tha Carter-serie, Tha Carter IV, werd uitgebracht in 2011. Het vijfde deel volgde in 2018.

## Jeugdjaren
Wayne werd geboren in de Hollygrove-buurt van New Orleans, Louisiana, als zoon van de destijds 19-jarige moeder en een onbekende vader. Zijn ouders scheidden toen hij drie jaar oud was, waardoor zijn vader definitief afgekapt werd van de familie. Wayne ging naar de Lafayette Elementary School en vervolgens naar de Eleanor McMain Secondary School.
Op achtjarige leeftijd schreef Wayne zijn eerste nummer. In de zomer van 1991 ontmoette hij Bryan Williams, rapper en eigenaar van Cash Money Records. Williams toonde interesse in Wayne; op zijn antwoordapparaat stond een freestyle rap van Wayne. Williams hielp Wayne op weg; hij werd zijn mentor en betrok hem in opnamesessies van bekende artiesten van zijn label. Op elfjarige leeftijd richtte hij samen met de (14-jarige) medestudent B.G. de rapgroep The BG'z op, waarmee hij zijn allereerste samenwerkingsalbum True Story opnam.
Op dertienjarige leeftijd schoot Wayne in zijn eigen borst met een 9mm-pistool maar overleefde de zelfmoordpoging. Een jaar later verliet Wayne het studentenleven voorgoed om zich volledig te richten op zijn muzikale carrière.

## Muzikale carrière

### 1999-2002: Beginjaren
Na zijn ontmoeting met Bryan Williams, zijn samenwerking met B.G. en de Hot Boys en zijn eerste nummer-1 album Guerrilla Warfare, ging Wayne zijn eigen weg. Zijn solocarrière begon met het album Tha Block Is Hot, dat op de derde positie in de Billboard 200 debuteerde en de platinastatus behaalde. De twee vervolgalbums Lights Out en 500 Degreez (resp. 2000 en 2002) behaalden echter de gouden status van RIAA. Critici wezen op het feit dat Wayne nog te jong was om zijn eigen weg te gaan. De samenwerking met de oudere Hot Boys compenseerde de nummers in hogere mate.

### 2004-2011:Tha Carter-serie & Young Money

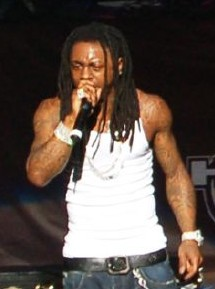
Lil Wayne tijdens een optreden in Beacon Theatre op 23 juli 2007

In de zomer van 2004 werd Wayne's album Tha Carter uitgebracht. Het album werd door critici bestempeld als ‘vooruitstrevend’ op zowel tekstueel gebied als rapstijl. Daarnaast werd zijn nieuwe kenmerkende uiterlijk, waaronder de komst van dreadlocks, als een positieve vooruitgang gezien. Tha Carter gaf Wayne een aanzienlijke erkenning, met een verkoopaantal van 787.000 stuks in de Verenigde Staten. Daarnaast behaalde de single Go DJ de vijfde positie in de R&B/hiphop-hitlijst.
Tha Carter II was de opvolger van het originele Tha Carter-album. Het album werd uitgebracht in december 2005 en werd 238.000 keer verkocht in zijn debuutweek, waarmee Wayne de tweede positie in de Billboard 200 behaalde.
In 2005 werd Wayne tot bestuursvoorzitter van Cash Money benoemd. Vervolgens richtte hij zijn eigen platenlabel op, Young Money Entertainment, als dochterbedrijf van Cash Money. Na twee jaar nam Wayne ontslag, en benoemde hij Cortez Bryant tot bestuursvoorzitter van beide labels.
In 2006 bracht Wayne, samen met Birdman, het album Like Father, Like Son uit. De single van dit album, Stuntin' Like My Daddy, behaalde de 21e positie in de Billboard Hot 100.
In plaats van een vervolg op de twee succesvolle "Tha Carter"-albums, bracht Wayne in de daaropvolgende jaren een flink aantal mixtapes uit, en was hij te horen op verscheidene populaire pop- en hiphopnummers. Het vervolgalbum, Tha Carter III, werd uiteindelijk uitgebracht op 10 juni 2008, verkocht meer dan een miljoen keer in zijn debuutweek en leverde Wayne vier Grammy Award's op. De eerste single van het album, Lollipop, werd een van de meest succesvolle nummers uit zijn carrière; het nummer behaalde de toppositie in de Billboard Hot 100. De tweede single, Got Money, behaalde de dertiende positie in deze lijst.
In de herfst van 2008 had Wayne het idee om Tha Carter III opnieuw uit te brengen, met overgebleven nummers. Het album zou Rebirth genoemd worden. Enkele maanden later bevestigde hij echter dat het album wel uitgebracht zou worden, maar niet als re-release van Tha Carter III zou dienen. In plaats daarvan werd Rebirth op 2 februari 2010 uitgebracht als een (debuut-)rockalbum.
Het vierde album uit Tha Carter-serie, Tha Carter IV, werd uitgebracht op 28 augustus 2011 - enkele uren na zijn optreden tijdens de VMA's. Daarna werkte Wayne aan drie studioalbums: Devol, I Am Not A Human Being II (album) en Rebirth 2 (mixtape). In 2013 was hij te gast op het album Götterstraße van de Duitse producer WestBam.

### 2014-heden
Lil Wayne werkte samen met talloze artiesten, zoals Eminem, Jennifer Lopez, Bruno Mars, David Guetta, Chris Brown, Nicki Minaj, Wiz Khalifa, Ty Dolla Sign en Justin Bieber. In 2017 scoorde hij wereldwijd een grote hit met I'm the one (een samenwerking met DJ Khaled, Justin Bieber, Quavo en Chance the Rapper).
Zijn elfde studioalbum Free Weezy Album verscheen in 2015 exclusief via streamingdienst Tidal. In 2018 bracht Wayne het vijfde deel van zijn "Tha Carter"-serie uit, Tha Carter V.

Lil Wayne maakte in 2023 samen met Will.i.am een liedje over de autosport Formule 1, genaamd The Formula.

## Persoonlijk leven
Lil Wayne heeft vier kinderen. Zijn eerste kind, dochter Reginae, werd geboren toen Wayne zestien jaar oud was. De moeder is Antonia "Toya" Carter (née Johnson). Wayne en Antonia waren van 2004 tot 2006 getrouwd. Zijn tweede kind, Dwayne III, werd geboren op 22 oktober 2008 in Cincinnati. Zijn derde kind, Lennox Samuel Ari, werd op 9 september 2009 geboren. De moeder van dit kind is de Amerikaanse actrice Lauren London. Zijn vierde kind, Neal, werd geboren op 30 november 2009. De moeder is zangeres Nivea.
Wayne is meerdere malen veroordeeld voor criminele activiteiten, waaronder drugsgebruik en wapenbezit. In 2010 bracht hij een jaar door in de Rikers Island-gevangenis. In december 2019 werd hij schuldig bevonden aan het in bezit hebben van een geladen pistool aan boord van een privévliegtuig. President Donald Trump verleende hem in januari 2021 echter gratie op de laatste dag van diens ambtstermijn.

## Filmografie

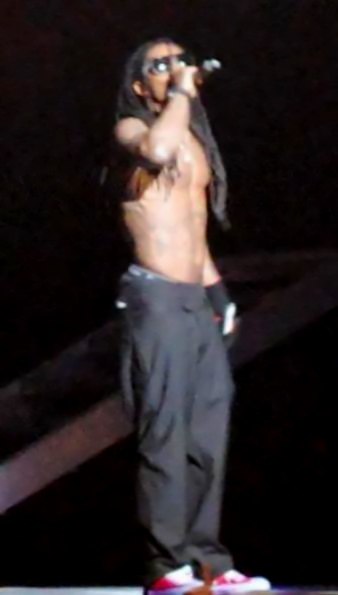
Lil Wayne tijdens een concert in de Rogers Arena in januari 2009.

## Discografie

### Albums
| Album met eventuele hitnotering(en) in de Nederlandse Album Top 100 | Datum van verschijnen | Datum van binnenkomst | Hoogste positie | Aantal weken | Opmerkingen |
| ------------------------------------------------------------------- | --------------------- | --------------------- | --------------- | ------------ | ----------- |
| Tha block is hot                                                    | 1999                  | -                     |                 |              |             |
| Lights out                                                          | 2000                  | -                     |                 |              |             |
| 500 Degreez                                                         | 2002                  | -                     |                 |              |             |
| Tha Carter                                                          | 2004                  | -                     |                 |              |             |
| Tha Carter II                                                       | 2005                  | -                     |                 |              |             |
| Like father, like son                                               | 2006                  | -                     |                 |              | met Birdman |
| Tha Carter III                                                      | 06-06-2008            | 14-06-2008            | 21              | 14           |             |
| Rebirth                                                             | 29-01-2010            | 06-02-2010            | 75              | 1            |             |
| No ceilings                                                         | 05-03-2010            | -                     |                 |              |             |
| I am not a human being                                              | 15-10-2010            | -                     |                 |              |             |
| Money                                                               | 11-02-2011            | -                     |                 |              |             |
| Tha Carter IV                                                       | 26-08-2011            | 03-09-2011            | 16              | 6            |             |
| Astronaut                                                           | 2012                  | -                     |                 |              |             |
| Dedication 4                                                        | 2012                  | -                     |                 |              |             |
| I am not a human being II                                           | 2013                  | 30-03-2013            | 52              | 1            |             |
| Dedication 5                                                        | 2013                  | -                     |                 |              |             |
| Free Weezy Album                                                    | 2015                  | -                     |                 |              |             |
| Tha Carter V                                                        | 28-09-2018            | 06-10-2018            | 3               | 6            |             |

| Album met hitnotering(en) in de Vlaamse Ultratop 200 albums | Datum van verschijnen | Datum van binnenkomst | Hoogste positie | Aantal weken | Opmerkingen |
| ----------------------------------------------------------- | --------------------- | --------------------- | --------------- | ------------ | ----------- |
| Tha Carter III                                              | 2008                  | 23-08-2008            | 83              | 1            |             |
| Tha Carter IV                                               | 2011                  | 10-09-2011            | 22              | 6            |             |
| I am not a human being II                                   | 2013                  | 06-04-2013            | 48              | 8            |             |
| Tha Carter V                                                | 2018                  | 06-10-2018            | 8               | 9            |             |

### Singles
| Single met eventuele hitnotering(en) in de Nederlandse Top 40 | Datum van verschijnen | Datum van binnenkomst | Hoogste positie | Aantal weken | Opmerkingen                                                                                          |
| ------------------------------------------------------------- | --------------------- | --------------------- | --------------- | ------------ | --- |
| Soldier                                                       | 2005                  | 05-02-2005            | 10              | 8            | met Destiny's Child & T.I. / Nr. 13 in de Single Top 100                                             |
| Gimme that (Remix)                                            | 2006                  | -                     |                 |              | met Chris Brown / Nr. 94 in de Single Top 100                                                        |
| Lollipop                                                      | 2008                  | 19-07-2008            | 31              | 5            | Nr. 39 in de Single Top 100                                                                          |
| Got money                                                     | 2008                  | 23-08-2008            | tip14           | -            | met T-Pain / Nr. 84 in de Single Top 100                                                             |
| Let it rock                                                   | 2008                  | 21-02-2009            | 10              | 12           | met Kevin Rudolf / Nr. 16 in de Single Top 100 / Alarmschijf                                         |
| I can transform ya                                            | 2009                  | 21-11-2009            | tip11           | -            | met Chris Brown & Swizz Beatz / Nr. 57 in de Single Top 100                                          |
| Down                                                          | 2009                  | 26-12-2009            | 17              | 10           | met Jay Sean / Nr. 31 in de Single Top 100 / Alarmschijf                                             |
| I'm into you                                                  | 09-05-2011            | 02-07-2011            | 25              | 7            | met Jennifer Lopez / Nr. 52 in de Single Top 100                                                     |
| Dedication to my ex (Miss that)                               | 05-09-2011            | 04-02-2012            | 6               | 16           | met Lloyd & André 3000 / Nr. 13 in de Single Top 100 / Alarmschijf                                   |
| Mirror                                                        | 13-02-2012            | 31-03-2012            | 12              | 13           | met Bruno Mars / Nr. 14 in de Single Top 100                                                         |
| I can only imagine                                            | 2012                  | 21-04-2012            | tip4            | -            | met David Guetta & Chris Brown / Nr. 98 in de Single Top 100                                         |
| Love me                                                       | 2013                  | -                     |                 |              | met Drake & Future / Nr. 79 in de Single Top 100                                                     |
| High school                                                   | 2013                  | -                     |                 |              | met Nicki Minaj / Nr. 83 in de Single Top 100                                                        |
| Loyal                                                         | 2014                  | -                     |                 |              | met Chris Brown & Tyga / Nr. 98 in de Single Top 100                                                 |
| Sucker for pain                                               | 2016                  | 16-07-2016            | 29              | 3            | met Wiz Khalifa, Imagine Dragons, Logic, Ty Dolla Sign & X Ambassadors / Nr. 30 in de Single Top 100 |
| Light my body up                                              | 2017                  | 01-04-2017            | tip19           | -            | met David Guetta & Nicki Minaj                                                                       |
| I'm the one                                                   | 2017                  | 13-05-2017            | 2               | 19           | met DJ Khaled, Justin Bieber, Quavo & Chance the Rapper / Nr. 4 in de Single Top 100 / Alarmschijf   |
| Mona Lisa                                                     | 2018                  | -                     |                 |              | met Kendrick Lamar / Nr. 59 in de Single Top 100                                                     |
| Don't cry                                                     | 2018                  | -                     |                 |              | met XXXTentacion / Nr. 63 in de Single Top 100                                                       |

| Single met hitnotering(en) in de Vlaamse Ultratop 50 | Datum van verschijnen | Datum van binnenkomst | Hoogste positie | Aantal weken | Opmerkingen                                                         |
| ---------------------------------------------------- | --------------------- | --------------------- | --------------- | ------------ | ------------------------------------------------------------------- |
| Soldier                                              | 2005                  | 26-02-2005            | 18              | 9            | met Destiny's Child & T.I.                                          |
| Lollipop                                             | 2008                  | 21-06-2008            | tip6            | -            |                                                                     |
| Let it rock                                          | 2008                  | 13-12-2008            | tip2            | -            | met Kevin Rudolf                                                    |
| Down                                                 | 2009                  | 12-12-2009            | 7               | 10           | met Jay Sean / Nr. 15 in de Radio 2 Top 30                          |
| I can transform ya                                   | 2009                  | 12-12-2009            | tip5            | -            | met Chris Brown en Swizz Beatz                                      |
| No love                                              | 2010                  | 23-10-2010            | tip4            | -            | met Eminem                                                          |
| Hit the lights                                       | 14-02-2011            | 16-04-2011            | tip19           | -            | met Jay Sean                                                        |
| I'm into you                                         | 2011                  | 11-06-2011            | 24              | 12           | met Jennifer Lopez / Nr. 5 in de Radio 2 Top 30                     |
| How to love                                          | 18-07-2011            | 24-09-2011            | tip27           | -            |                                                                     |
| Dedication to my ex (Miss that)                      | 2011                  | 12-11-2011            | tip87           | -            | met Lloyd & André 3000                                              |
| Strange clouds                                       | 12-12-2011            | 14-01-2012            | tip22           | -            | met B.o.B                                                           |
| Mirror                                               | 2012                  | 18-02-2012            | 11              | 17           | met Bruno Mars                                                      |
| The motto                                            | 30-01-2012            | 07-04-2012            | tip29           | -            | met Drake                                                           |
| Faded                                                | 2012                  | 07-07-2012            | tip53           | -            | met Tyga                                                            |
| I can only imagine                                   | 2012                  | 14-07-2012            | tip7            | -            | met David Guetta & Chris Brown                                      |
| Love me                                              | 2013                  | 09-02-2013            | tip3            | -            | met Drake & Future                                                  |
| High school                                          | 2013                  | 13-04-2013            | tip11           | -            | met Nicki Minaj                                                     |
| Thank you                                            | 2014                  | 25-01-2014            | tip35           | -            | met Busta Rhymes, Q-Tip & Kanye West                                |
| Loyal                                                | 2014                  | 26-04-2014            | 37              | 6            | met Chris Brown & French Montana                                    |
| Only                                                 | 2014                  | 15-11-2014            | tip39           | -            | met Nicki Minaj, Drake & Chris Brown                                |
| No problem                                           | 2016                  | 02-07-2016            | tip             | -            | met Chance The Rapper & 2 Chainz                                    |
| Sucker for pain                                      | 2016                  | 27-08-2016            | 35              | 6            | met Wiz Khalifa, Imagine Dragons, Logic, Dolla Sign & X Ambassadors |
| No frauds                                            | 2017                  | 18-03-2017            | tip             | -            | met Drake & Nicki Minaj                                             |
| Light my body up                                     | 2017                  | 01-04-2017            | tip6            | -            | met David Guetta & Nicki Minaj                                      |
| I'm the one                                          | 2017                  | 13-05-2017            | 10              | 16           | met DJ Khaled, Justin Bieber, Quavo & Chance the Rapper             |
| Codeine dreaming                                     | 2017                  | 13-01-2018            | tip             | -            | met Kodak Black                                                     |
| Corazón (Remix)                                      | 2018                  | 07-07-2018            | tip             | -            | met Maître Gims & French Montana                                    |
| Mona Lisa                                            | 2018                  | 06-10-2018            | tip35           | -            | met Kendrick Lamar                                                  |
| I don't even know you anymore                        | 2019                  | 23-03-2019            | 42              | 2            | met Netsky & Bazzi                                                  |

### Albumoverzicht
Solo
- 1999: Tha Block Is Hot
- 2000: Lights Out
- 2002: 500 Degreez
- 2004: Tha Carter
- 2005: Tha Carter II
- 2008: Tha Carter III
- 2010: Rebirth
- 2010: I Am Not a Human Being
- 2011: Tha Carter IV
- 2013: I Am Not a Human Being II
- 2015: Free Weezy Album
- 2018: Tha Carter V

Met The B.G.'z
- 1995: True Story

Met Hot Boys
- 1997: Get It How U Live!
- 1999: Guerrilla Warfare
- 2003: Let 'Em Burn

Met Eminem
- 2010: No Love
- 2011: drop the world

Met Birdman
- 2009: Like Father, Like Son
- 2011: Like Father, Like Son 2

Met Young Money
- 2009: We Are Young Money

## Onderscheidingen en nominaties
In juni 2011 had Lil Wayne 59 prijzen gewonnen en was hij 129 keer genomineerd. De onderstaande uitklaptabel geeft een overzicht.

### Billboard Music Awards
- 2011: Top Rap Artist (genomineerd)
- 2011: Top Rap Album "I Am Not A Human Being" (genomineerd)

### BMI Awards
- 2010: Most Performed Urban Song Of The Year Turnin Me On (gewonnen)
- 2010: Most Performed Urban Song Of The Year Best I Ever Had (gewonnen)
- 2010: Most Performed Urban Song Of The Year Every Girl (gewonnen)
- 2010: Most Performed Urban Song Of The Year Forever (genomineerd)
- 2010: Most Performed Urban Song Of The Year My Life (gewonnen)
- 2010: Most Performed Urban Song Of The Year Successful (gewonnen)
- 2010: Urban Songwriter Of The Year (gewonnen)
- 2009: Urban Songwriter Of The Year (gewonnen)
- 2009: Best Rapper Alive (genomineerd)

### MOBO Awards
- 2010: Best International Act (genomineerd)

### ASCAP Awards
- 2010: Award Winning Rap Song "Forever" met Drake, Eminem, Kanye West (gewonnen)
- 2010: Award Winning Rap Song "Mrs. Officer" met Bobby Valentino, Kidd Kidd (gewonnen)

### MTV2 Sucker Free Summit Awards
- 2010: Verse Of The Year "Roger That" (genomineerd)
- 2010: Mixtape Of The Year "No Ceilings" (gewonnen)
- 2010: Guerrilla Video Of The Year "I'm Single" (genomineerd)
- 2010: Instant Classic "Forever" met Drake, Eminem, Kanye West (genomineerd)
- 2010: Remix Of The Year "Always Strapped (Remix)" met Birdman, Rick Ross, Young Jeezy,(genomineerd)
- 2010: The People's Crown "Drop The World" met Eminem (gewonnen)
- 2010: The People's Crown "Roger That" met Young Money (genomineerd)

### MuchMusic Video Awards
- 2011: MuchMusic.com Most Watched Video Of The Year "Miss Me" met Drake [In behandeling]
- 2011: MuchMusic.com Most Watched Video Of The Year "No Love" met Eminem [In behandeling]
- 2010: UR FAVE Video "Forever" met Drake, Eminem, Kanye West (genomineerd)
- 2010: International Video Of The Year - Group "Bedrock" met Young Money & Lloyd (genomineerd)
- 2010: International Video Of The Year By A Canadian "Forever" met Drake, Eminem, Kanye West (genomineerd)

### American Music Awards
- 2008: Favorite Male Hip-Hop/Rap Artist (genomineerd)
- 2008: Favorite Hip-Hop/Rap Album- Tha Carter III (genomineerd)

### BET Awards
- 2011: Video Of The Year "Look At Me Now" met Chris Brown & Busta Rhymes [In behandeling]
- 2011: Best Collaboration "Look At Me Now" met Chris Brown & Busta Rhymes [In behandeling]
- 2011: Viewer's Choice Award "Look At Me Now" met Chris Brown & Busta Rhymes [In behandeling]
- 2011: Viewer's Choice Award "6 Foot 7 Foot" met Cory Gunz [In behandeling]
- 2011: Best Hip Hop Artist [In behandeling]
- 2010: Best Collaboration "Forever" met Drake, Eminem, Kanye West (genomineerd)
- 2010: Best New Artist met Young Money (genomineerd)
- 2010: Best Group met Young Money (gewonnen)
- 2010: Viewer's Choice Award met Young Money (genomineerd)
- 2009: Best Collaboration "Turnin' Me On" met Keri Hilson (gewonnen)
- 2009: Best Male Hip-Hop Artist (gewonnen)
- 2009: Viewer's Choice Award "Can't Believe It" met T-Pain (gewonnen)
- 2009: Viewer's Choice Award "Turnin' Me On" met Keri Hilson (genomineerd)
- 2009: Viewer's Choice Award "A Milli" (genomineerd)
- 2008: Best Male Hip-Hop Artist (genomineerd)[36]
- 2008: Best Collaboration "I'm So Hood (remix)" met DJ Khaled, Young Jeezy, Ludacris, Busta Rhymes: Big Boi, Birdman, Fat Joe & Rick Ross (gewonnen)
- 2008: Viewer's Choice Award - "Lollipop" ft. Static Major (gewonnen)[37]
- 2007: Best Male Hip Hop Artist (genomineerd)[38]
- 2007: Viewer's Choice Award "Stuntin' Like My Daddy" met Birdman (gewonnen)[38]
- 2005: Best Collaboration "Soldier" met Destiny's Child & T.I. (genomineerd)[39]

### BET Hip-Hop Awards
- 2010: Lyricist Of The Year (genomineerd)
- 2010: Track Of The Year, "Bedrock" (met Young Money, Lloyd) (genomineerd)
- 2010: Best Live Performer (genomineerd)
- 2010: Perfect Combo Award, "Forever" (met Drake, Kanye West, Eminem) (genomineerd)
- 2009: Best Hip Hop Collabo, "Mrs. Officer" (met Bobby Valentino) (genomineerd)
- 2009: Best Live Performer (genomineerd)
- 2009: Lyricist of the Year (genomineerd)
- 2009: MVP of the Year (genomineerd)
- 2009: Hustler of the Year (genomineerd)
- 2009: Best Hip Hop Style (genomineerd)
- 2009: Track of the Year, "Every Girl" met Young Money (gewonnen)
- 2008: People's Champ "A Milli" (gewonnen)[40]
- 2008: Best Ringtone of the Year "Lollipop" met Static Major (gewonnen)[41]
- 2008: Hustler of the Year (genomineerd)[42]
- 2008: CD of the Year "Tha Carter III" (gewonnen)[43]
- 2008: Track of the Year "A Milli" (gewonnen)
- 2008: Track of the Year "Lollipop" met Static Major (genomineerd)[44]
- 2008: MVP of the Year (gewonnen)[45]
- 2008: Lyricist of the Year (gewonnen)[46]
- 2008: Best Live Performer (genomineerd)[47]
- 2008: Best Hip-Hop Collabo "I'm So Hood (Remix)" met DJ Khaled, T-Pain, Young Jeezy, Ludacris, Big Boi, Fat Joe, Birdman & Rick Ross (gewonnen)[48]
- 2008: Best Hip-Hop Video "I'm So Hood (Remix)" met DJ Khaled, Young Jeezy, Ludacris, Big Boi, Fat Joe, Birdman & Rick Ross (genomineerd)
- 2008: Best Hip-Hop Video "Lollipop" met Static Major (genomineerd)[49]
- 2008: Mixtape Monster Award (genomineerd)
- 2007: Lyricist of the Year (genomineerd)[50]
- 2007: Alltel People's Champ Award "Stuntin' Like My Daddy" met Birdman (gewonnen)
- 2007: "We Takin' Over" met DJ Khaled, Akon, T.I., Rick Ross, Fat Joe, & Birdman (genomineerd)[51]
- 2007: Best Hip Hop Collabo "Stuntin' Like My Daddy" met Birdman (genomineerd)
- 2007: Best Hip Hop Collabo "We Takin' Over" met DJ Khaled, Akon, T.I., Rick Ross, Fat Joe, & Birdman (genomineerd)[52]
- 2007: Best Live Performance (genomineerd)[53]

### Grammy Awards
- 2009: Album of the Year "Tha Carter III" (genomineerd)
- 2009: Best Rap Solo Performance "A Milli" (gewonnen)
- 2009: Best Rap Performance By A Duo Or Group "Swagga Like Us" (gewonnen)
- 2009: Best Rap Performance By A Duo Or Group "Mr. Carter" met Jay-Z (genomineerd)
- 2009: Best Rap Album "Tha Carter III" (gewonnen)
- 2009: Best Rap/Sung Collaboration "Got Money" met T-Pain (genomineerd)
- 2009: Best Rap Song "Lollipop" met Static Major (gewonnen)
- 2009: Best Rap Song "Swagga Like Us", met T.I., Jay-Z & Kanye West (genomineerd)
- 2008: Best Rap Performance By a Duo Or Group "Make it Rain", met Fat Joe (genomineerd)
- 2006: Best Rap/Sung Collaboration "Soldier" met Destiny's Child & T.I. (genomineerd)

### MTV"Hottest MC in the Game" Award
- 2010: #7 Hottest MC[54]
- 2009: #2 Hottest MC[55]
- 2008: #3 Hottest MC[55]
- 2007: #1 Hottest MC[55]

### MTV Video Music Awards
- 2010: Best Hip Hop Video "Forever" met Drake, Eminem, Kanye West (genomineerd)
- 2008: Best Hip Hop Video "Lollipop", featuring Static Major (gewonnen)[56]
- 2008: Best Male Video "Lollipop", featuring Static Major (genomineerd)[57]
- 2006: MTV2 Award "Fireman" (genomineerd)[58]
- 2005: Best Group Video "Soldier" met Destiny's Child & T.I. (genomineerd)[59]

### MTV Europe Music Awards
- 2011: Best Hip Hop (genomineerd)
- 2008: Artists Choice (gewonnen)
- 2008: Urban Artist (genomineerd)

### Ozone Awards
- 2008: Best Lyricist (gewonnen)
- 2008: Best Rap Artist (gewonnen)
- 2008: Best Rap Group met Birdman (gewonnen)
- 2008: Club Banger of the Year, "Lollipop" met Static Major (gewonnen)
- 2008: Club Banger of the Year, "Duffle Bag Boy" met Playaz Circle (genomineerd)
- 2008: Pimp C Award (genomineerd)
- 2008: Mixtape Monster Award (genomineerd)
- 2008: TJ's DJ's Hustler Award (genomineerd)
- 2007: Best Lyricist (gewonnen)
- 2007: Best Male Rap Artist (gewonnen)
- 2007: Best Rap/R&B Collaboration ("You") met Lloyd (gewonnen)
- 2007: Best Video ("We Takin' Over") met DJ Khaled, T.I., Akon, Rick Ross, Fat Joe, & Birdman (gewonnen)
- 2007: Mixtape Monster Award (gewonnen)

### Source Awards
- 2000: Best New Artist (genomineerd)

### Teen Choice Awards
- 2010: Best Group -met Young Money- (genomineerd)
- 2008: Choice Rap Artist (gewonnen)[60]

### Vibe Music Awards
- 2007: Best Mixtape of the Year "Da Drought III" (gewonnen)
- 2007: Coolest Collabo "We Takin' Over" met DJ Khaled, T.I., Akon, Rick Ross, Fat Joe, & Birdman (gewonnen)
- 2007: Beste Rapper (gewonnen)
- 2005: Coolest Callabo "Soldier" met Destiny's Child & T.I. (genomineerd)